# Arcipelago Marshall
L'arcipelago Marshall è un gruppo di diverse isole rocciose e completamente ricoperte dai ghiacci situate all'interno della baia di Sulzberger, davanti alla costa di Saunders, nella Terra di Marie Byrd, in Antartide. A parte le più occidentali, che sono in parte bagnate dal mare, le isole dell'arcipelago, che sono racchiuse tra la penisola Guest, a nord, e la penisola di Edoardo VII, a sud, sono completamente circondate dai ghiacci che compongono la piattaforma glaciale Sulzberger.

## Storia
Le diverse isole dell'arcipelago furono scoperte e delineate sempre più accuratamente nel corso di tre spedizioni antartiche comandate dall'ammiraglio Richard Evelyn Byrd e svoltesi nel 1928-30, nel 1933-35  e nel 1939-41. In seguito, l'intero arcipelago fu mappato dai cartografi dello United States Geological Survey grazie a fotografie scattate dalla marina militare statunitense (USN) durante ricognizioni aeree effettuate nel periodo 1959-65, e così battezzato su proposta dell'ammiraglio Byrd in onore del generale George C. Marshall, il quale finanziò privatamente la seconda spedizione antartica di Byrd.

## Isole
Di seguito sono riportate in ordine alfabetico alcune delle più grandi isole che compongono l'arcipelago Marshall con le rispettive coordinate:
- Isola Benton (77°04′S 147°53′W)
- Isola Cronenwett (77°00′S 150°00′W)
- Isola Grinder (77°34′S 149°20′W)
- Isola Hannah (76°39′S 148°48′W)
- Isola Hutchinson (76°47′S 148°53′W)
- Isola Kizer (76°16′S 150°48′W)
- Isola Kramer (77°14′S 147°10′W)
- Isola Madden (77°27′S 149°03′W)
- Isola Moody (77°20′S 149°12′W)
- Isola Nolan (77°13′S 147°24′W)
- Isola Orr (77°38′S 149°36′W)
- Isola Przybyszewski (76°58′S 148°45′W)
- Isola Steventon (77°15′S 148°15′W)
- Isola Thode (77°02′S 148°03′W)

## Mappe
Di seguito una serie di mappe in scala 1:250.000 realizzate dallo USGS:

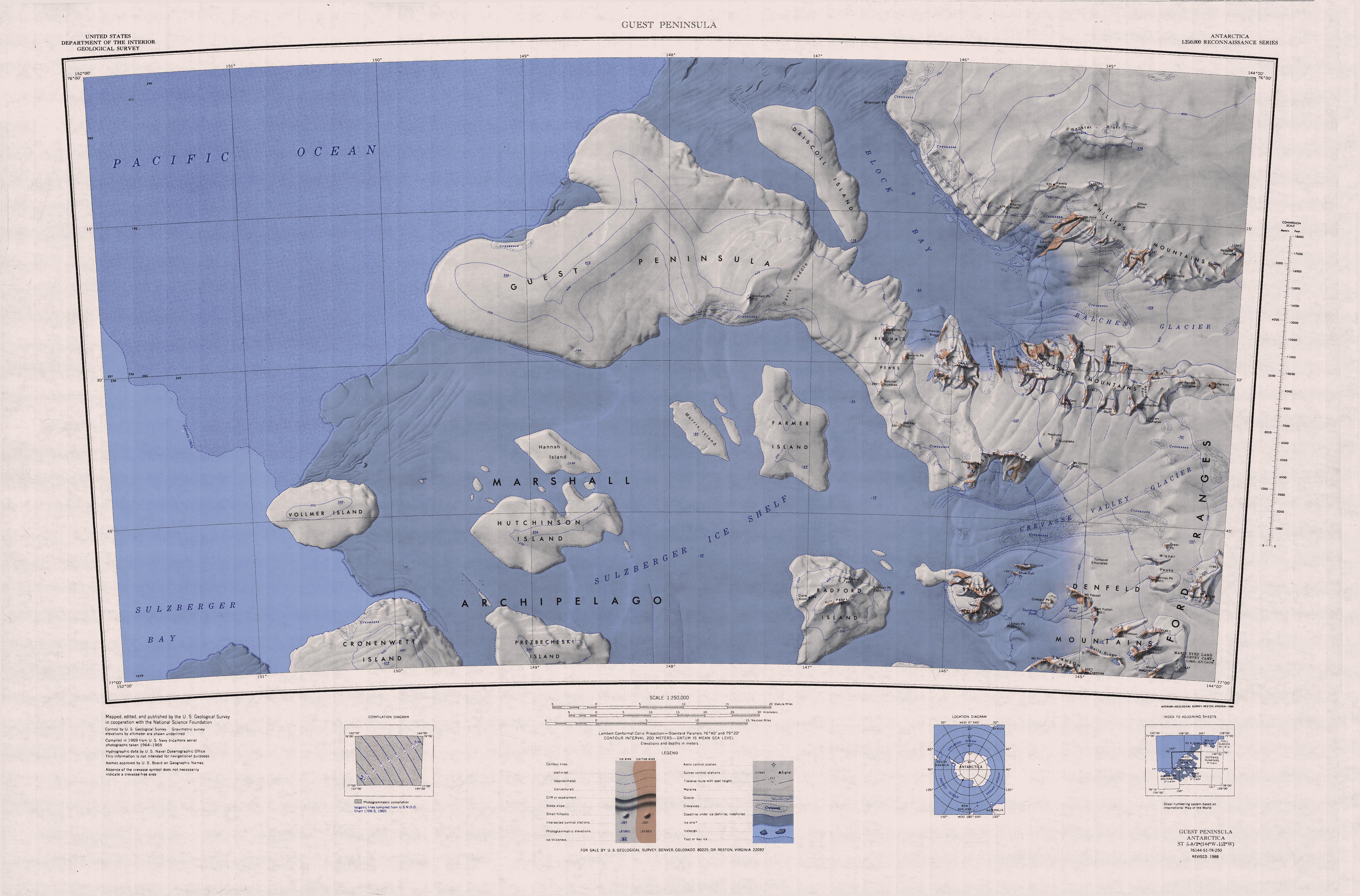
La parte settentrionale dell'arcipelago.
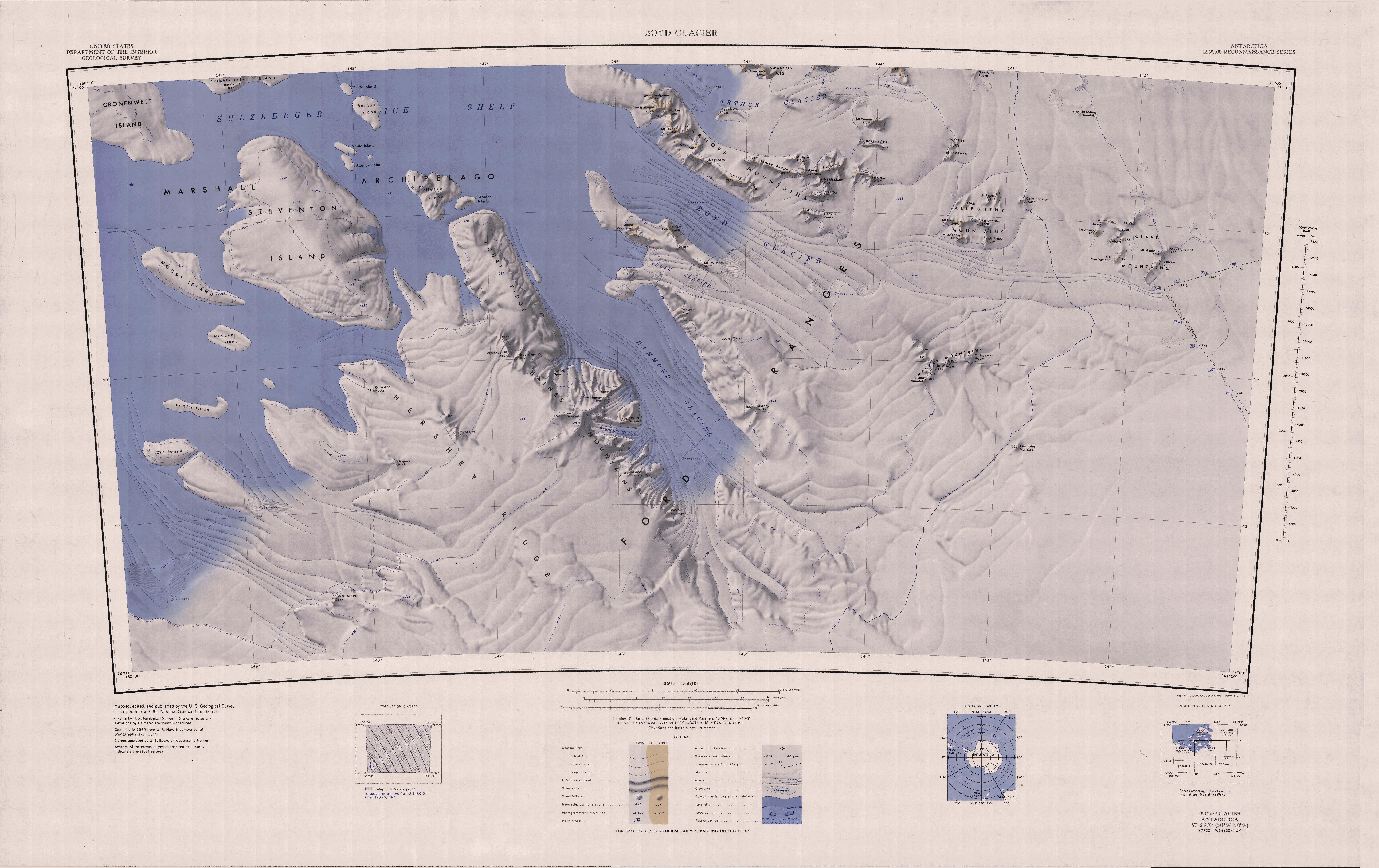
La parte centrale dell'arcipelago.
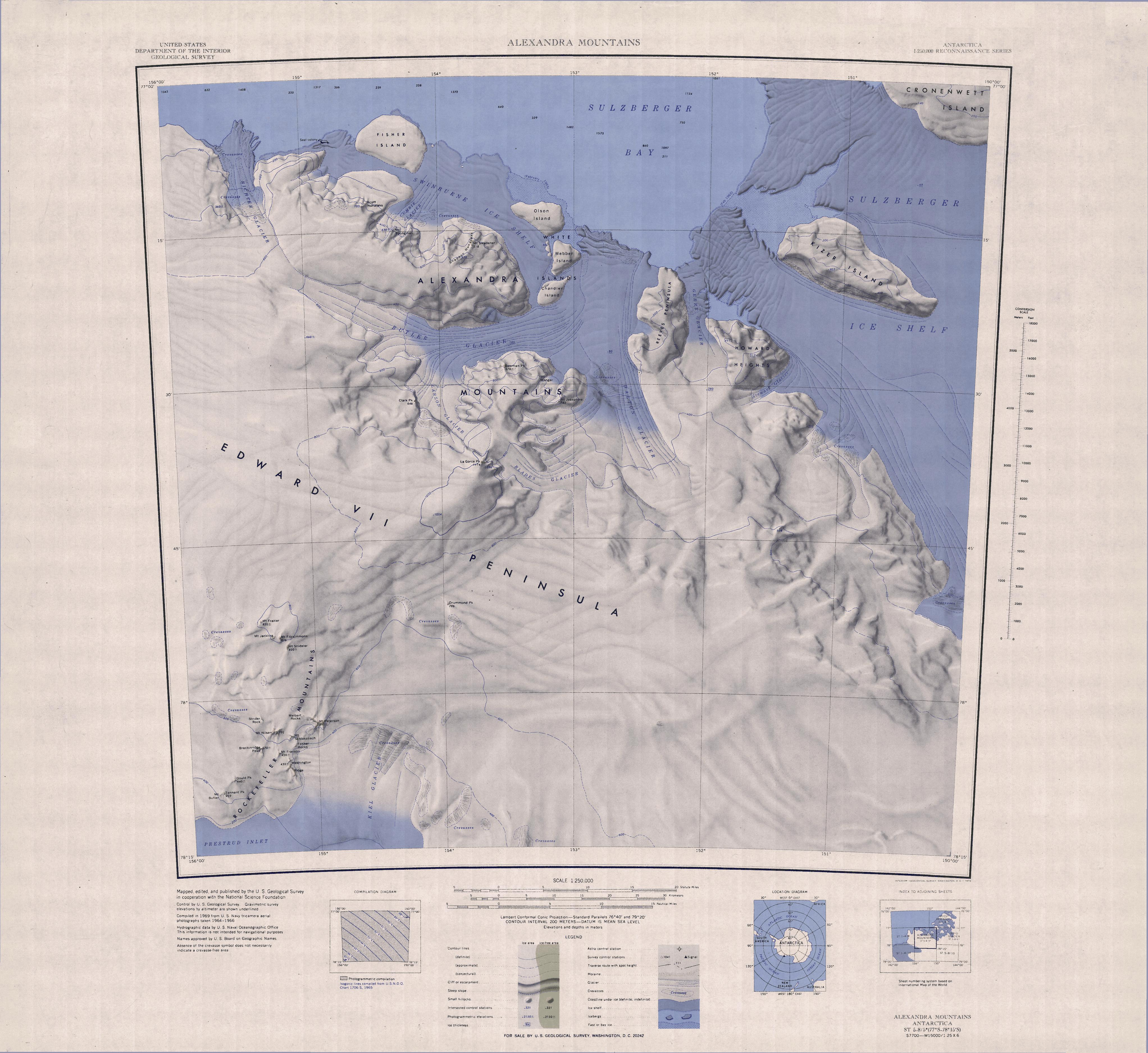
La parte meridionale dell'arcipelago.